# Nemzetközi Teniszszövetség
A Nemzetközi Teniszszövetség (közismert angol nevén International Tennis Federation, rövidítve: ITF) 210 ország vagy független terület nemzeti szövetségének nemzetközi vezető testülete.  Székhelye London, elnöke (2015-ben) az amerikai David Haggerty.
Az ITF az 1913. március 1-jén Párizsban 12 nemzet képviselőinek részvételével alakult International Lawn Tennis Federation (ILTF) szervezet jogutódja. A névből 1977-ben törölték a Lawn szót. A szervezet 1923-ban hozta létre első alapszabályát. Jelenleg érvényes Alapszabályzatát 2015-ben alkották meg.
Hivatalos, évenként megjelenő kiadványa 1969–2001 között a World of Tennis, jelenleg a The ITF Year. A kiadvány az előző 12 hónap ITF által szervezett és felügyelt eseményeiről számol be.

## Története
1877, az első wimbledoni verseny megrendezését követően a tenisz egyre több országban vált népszerűvé. Amerikában 1881-ben rendezték meg a mai US Open, Párizsban 1891-ben a mai Roland Garros és Ausztráliában 1905-ben a mai Australian Open elődjét. Egyre több nemzeti szövetség alakult meg, köztük a Magyar Lawn Tenisz Szövetség is 1907-ben. 1913-ban 15 ország nemzeti szövetségének képviselői elhatározták, hogy az egységes szabályok kialakítása, valamint a versenyek összehangolása érdekében nemzetközi szövetséget alapítanak. Az 1913. március 1-jei alakuló ülésen végül 12 ország képviselői jelentek meg, három nemzeti szövetség – bár előzetesen jelezték részvételüket – nem vett részt az ülésen. Az alapító szövetségek: Ausztrálázsia szervezete, Ausztria, Belgium, Dánia, Franciaország, Németország, Nagy-Britannia, Magyarország, Olaszország, Hollandia, Oroszország, Dél-Afrika, Spanyolország, Svédország, Svájc. A szervezet neve International Lawn Tennis Federation (ILTF) lett.
Az első ülésen döntöttek a szervezet alkotmányáról, elsődlegesen az amatőrizmus kérdéseire helyezve a hangsúlyt. Meghatározták a tenisz hivatalos nyelvét, amely az angol és a francia lett. Döntöttek arról, hogy a szervezet székhelye Párizs, és Nagy-Britannia jogot kapott arra, hogy „örök időkre” füves világbajnokságot rendezzen. Határozatot hoztak arról, hogy a Davis-kupa legyen a nemzeti csapatok egyetlen világversenye. Megválasztották az elnökséget: az első elnök a német dr. H. O. Behrens lett.
A szervezetnek másfél év múlva az első világháború kitörése miatt fel kellett függesztenie a tevékenységét, és 1919-ben 10 nemzet részvételével folytatta munkáját. Az 1923-as rendes évi közgyűlésen fogadták el az amerikai teniszszövetség (USTA) belépését a szervezetbe, valamint a tenisz nemzetközi verseny- és játékszabályait, amelyek 1924. január 1-től léptek életbe. Ezen a közgyűlésen fogadták el azt, hogy egy világbajnokság helyett évente négy nagy nemzetközi torna rendezésére kerül sor. Ez a négy torna a ma is a legnagyobbaknak számító Grand Slam-tornák: az Australian Open, a Roland Garros, a wimbledoni teniszverseny és a US Open.
Az ILTF 1934-ben hozott létre egy speciális bizottságot a profizmus és az amatőrizmus különbségeinek megvizsgálására, és meghatározták, hogy milyen mértékű költségtérítésig tartható fenn az amatőr státusz, ez az úgynevezett „nyolchetes szabály”, amely szerint egy amatőr játékos egy évben legfeljebb nyolc héten át kaphat költségtérítést.
1939-ben a tagállamok száma 59-re nőtt. A második világháború kitörése miatt a szervezet központját áthelyezték Londonba, és azóta is ott van. A háború után az első közgyűlést 1946-ban tartották, amelyen 23 tagország vett részt. A teniszlabdára vonatkozó szabványt 1948-ban alkották. 1951-ben a nyolchetes szabályt 210 napra növelték. 1963-ban, az ILTF megalapításának 50. évfordulóján született döntés a Federation-kupa (Fed-kupa) nemzetközi női csapatverseny indításáról, amely a férfiak számára 1900 óta már létező Davis-kupa versenyének megfelelő női csapatverseny.
Az ILTF 1968. március 30-i rendkívüli közgyűlése történelmi jelentőségű. Ezen a közgyűlésen 47 nemzeti szövetség képviselője elfogadta, hogy bármely játékos, legyen az profi vagy amatőr, bármely ILTF által szervezett versenyen elindulhat. Ezzel vette kezdetét az „open era”. Az ILTF elfogadta a Grand Prix-versenyek szponzorálását, ezzel biztosítva, hogy a játékosok nyíltan és legálisan pénzdíjazásban részesüljenek.
1970-ben kísérletképpen vezették be a rövidített játszmát (tie-break), amelyet 1974-től a pontszámítás alternatív lehetőségeként engednek meg a nemzetközi tornákon, és 1989-től a Davis-kupa mérkőzésein is kötelező az alkalmazása. A televíziós közvetítések miatt kétéves kísérleti időszak után 1972-ben elfogadták a sárga labdák használatát. A fehér labdák továbbra is használhatók maradtak. 1975-ben megalkották a Magatartási Kódexet a férfi versenyzők számára.
1977-ben, 100 évvel az első wimbledoni verseny után, a nemzetközi szövetség úgy döntött, hogy nevéből elhagyja a füves pályára utaló „lawn” szót, és ettől kezdve a neve International Tennis Federation. 1978-ban avatták az első világbajnokokat Chris Evert és Björn Borg személyében. 1988-ban, 64 év szünet után, az ITF megalakulásának 75. évfordulóján a tenisz visszakerült a nyári olimpiai játékok programjába. Hároméves kipróbálás után 2006-ban Perthben a Hopman-kupán alkalmazták először az elektronikus vonalellenőrző rendszert, amelynek később a Sólyomszem nevet adták.
2013-ban, az ITF megalakulásának 100. évfordulóján 210 nemzeti szövetség képviselői gyűltek össze a jubileumi közgyűlésen. Az ITF március 4-ét a tenisz világnapjának nyilvánította.

### Az ITF elnökei
Az ITF eddigi elnökei a megválasztás éve szerint:
- 1913 :  GER Hans Behrens
- 1914 :  FRA Henri Wallet
- 1919 :  BEL Paul de Borman
- 1920 :  SUI Charles Barde
- 1921 :  BEL Paul de Borman
- 1922 :  RSA E. Clarke
- 1923 :  GBR A. E. M. Taylor
- 1924 :  FRA Henri Wallet
- 1925 :  GBR John Flavelle
- 1926 :  FRA M. Rances
- 1927 :  SUI Charles Barde
- 1928 :  BEL Paul de Borman
- 1929 :  SUI Charles Barde
- 1930 :  FRA M. Rances
- 1932 :  GER Hans Behrens
- 1933 :  BEL Paul de Borman
- 1934 :  USA L. J. Carruthers
- 1935 :  ITA G. Uzielli
- 1936 :  SUI Charles Barde
- 1937 :  BEL Paul de Borman
- 1938 :  GER Hans Behrens
- 1938 :  FRA Pierre Gillou
- 1939 :  SUI Charles Barde
- 1946 :  BEL Paul de Borman
- 1947 :  FRA Pierre Gillou
- 1948 :  GBR J. Eaton Griffith
- 1949 :  USA R. B. Kingman
- 1950 :  AUS R. H. Youdale
- 1951 :  NED D. Croll
- 1952 :  SUI Charles Barde
- 1953 :  GBR J. Eaton Griffith
- 1954 :  USA R. B. Kingman
- 1955 :  ITA Giorgio De Stefani
- 1956 :  AUS R. H. Youdale
- 1957 :  CAN R. N. Watt
- 1958 :  SUI Charles Barde
- 1959 :  GBR J. Eaton Griffith
- 1961 :  FRA Jean Borotra
- 1961 :  AUS R. H. Youdale
- 1962 :  ITA Giorgio De Stefani
- 1963 :  GBR J. Eaton Griffith
- 1965 :  BRA P. da Silva Costa
- 1967 :  ITA Giorgio De Stefani
- 1969 :  AUS B. A. Barnett
- 1971 :  DEN A. Heyman
- 1974 :  USA W. E. Elcock
- 1975 :  GBR D. N. Hartwick
- 1977 :  FRA Philippe Chatrier
- 1991 :  AUS Brian Tobin
- 1999 :  ITA Francesco Ricci Bitti
- 2015 :  USA David Haggerty

## Szervezeti felépítése
Az ITF legmagasabb szintű döntéshozó testülete az évente összeülő Közgyűlés (Annual General Meeting, AGM), amelynek résztvevői az ITF-tag nemzeti szövetségek képviselői. A közgyűlés választja 4 évre az ITF elnökét és igazgatótanácsának tagjait. A 2015. szeptemberi tisztújító választáson az ITF elnöke az amerikai David Haggerty lett. Az elnök munkáját 3 alelnök és 10 tagú igazgatótanács segíti. 

## Az ITF szerepe
Az ITF irányítja és felügyeli a hat regionális szervezetén keresztül a több, mint 200 nemzeti szövetség munkáját. Meghatározza a szabályokat, beleértve a pálya és az eszközök szabványait, és felügyeli az antidopping, valamint az antikorrupciós program végrehajtását.
Az ITF szervezi a három nagy nemzetközi csapatverseny, a férfiak Davis-kupa, a nők Fed-kupa és a vegyes csapatok részére kiírt Hopman-kupa versenyeit. Felügyeli a Grand Slam-tornáknak nevezett négy legnagyobb nemzetközi verseny, az Australian Open, a Roland Garros, a wimbledoni teniszverseny és a US Open versenyeit. Az ATP és a WTA magasabb díjazású versenyeinek kiegészítéseként  versenyeket szervez az alacsonyabb ranglistahelyezéssel rendelkezők, valamint a fiatalok számára. Az ITF szervezésében zajlanak a 18 év alattiak különböző korosztályai, valamint a szeniorok és a kerekesszékes versenyzők számára rendezett versenyek. Az ITF a 13–18 éves korosztály számára nemzetközi junior versenyeket (Junior Circuit) szervez. Az ifjúsági korúak 14 éves kortól indulhatnak a már pénzdíjas Pro Circuit versenyeken. A világranglista-helyezéseknek megfelelően lehet nevezni a 10 000–50 000 dollár közötti összdíjazású Futures versenyekre (a ranglista 250. helyétől lefelé), valamint az 50 000–100 000 dollár közötti összdíjazású Challenger-versenyekre (általában a ranglista 71–400. helyezettjei). Az ifjúsági korosztály számára rendeznek egyéni és csapat Európa- és világbajnokságokat is. A Grand Slam-tornák mindegyikén megrendezik a junior egyéni és páros versenyeket is.
2019-től a junior és a kezdő teniszezők részére új ITF-pontverseny kiírására került sor. E pontversenyben a junior A–5 kategória, a nőknél és a férfiaknál az ITF 15.000, valamint a férfiaknál a 25.000 dollár összdíjazású versenyein elért pontokat számítják be. Az "ITF World Tennis Tour" néven futó versenyek száma 2019-ben mintegy 1600. E versenyek mellett az ITF továbbra is szervezi a nők 60.000, 80.000 és 100.000 dollár összdíjazású versenyeit, ezek eredményeit a WTA-pontversenyébe számítják be.
A versenyek szervezése mellett az ITF évente 4 millió dollárt fordít a tenisz továbbfejlesztésére és népszerűsítésére, amelyhez felhasználja a televíziócsatornákat, valamint a változatos PR- és marketingeszközöket és a szponzorálás nyújtotta lehetőségeket. Az ITF weboldala segítségével a világ minden tájára eljuttatja az egyes versenyek eredményeit, a játékosokkal és a versenyekkel kapcsolatos információkat.

## ITF ranglistapontok
2019-től az ITF World Tennis Tour versenysorozat keretében szerezhető pontok az alábbiak. Ezek a pontok nem számítanak bele az ATP-, illetve WTA-pontversenybe. Kivétel ez alól a férfiak 25.000 dolláros tornáin elért eredmények után járó pontszám, amely a táblázatban zárójelben található.

### Férfiak
| Megnevezés          | Gy     | D      | ED    | ND | 16 | 32 | Selejtezőt nyerő | Selejtező döntőse |
| ------------------- | ------ | ------ | ----- | -- | -- | -- | ---------------- | ----------------- |
| ITF-ranglistapontok |        |        |       |    |    |    |                  |                   |
| ITF $25,000+H       | 225(5) | 135(3) | 67(1) | 27 | 9  | 0  | 4                | 1                 |
| ITF $25,000         | 150(3) | 90(1)  | 45    | 18 | 6  | 0  | 3                | 1                 |
| ITF $15,000+H       | 150    | 90     | 45    | 18 | 6  | 0  | 3                | 1                 |
| ITF $15,000         | 100    | 60     | 30    | 12 | 4  | 0  | 2                | 1                 |

A férfiaknál a fentieken kívül az ATP Challenger Tour selejtezőjéből feljutó versenyző 30 ITF-ranglistapontot kap.

### Nők
| Megnevezés          | Gy  | D  | ED | ND | 16 | 32 | Selejtezőt nyerő | Selejtező döntőse |
| ------------------- | --- | -- | -- | -- | -- | -- | ---------------- | ----------------- |
| ITF-ranglistapontok |     |    |    |    |    |    |                  |                   |
| ITF $15,000+H       | 150 | 90 | 45 | 18 | 6  | 0  | 3                | 1                 |
| ITF $15,000         | 100 | 60 | 30 | 12 | 4  | 0  | 2                | 1                 |

## Az ITF világbajnoki címe
Az ITF 1978 óta minden naptári évben világbajnoki címet adományoz annak a versenyzőnek, aki az év folyamán a Grand Slam-tornákon, az ITF által felügyelt nagy nemzetközi tornákon, a Davis-kupa-, illetve a Fed-kupa-mérkőzéseken összességében a legjobb eredményt érte el. Ez a cím független az év végi ATP- és WTA-ranglistaeredménytől, illetve az ATP World Tour Finals és a WTA Finals végeredményétől.

### Felnőtt bajnokok
Az eddigi győztesek:
| Év   | Férfi egyéni    | Női egyéni              | Férfi páros                      | Női páros                               |
| ---- | --------------- | ----------------------- | -------------------------------- | --------------------------------------- |
| 1978 | Björn Borg      | Chris Evert             |                                  |                                         |
| 1979 | Björn Borg      | Martina Navratilova     |                                  |                                         |
| 1980 | Björn Borg      | Chris Evert-Lloyd       |                                  |                                         |
| 1981 | John McEnroe    | Chris Evert-Lloyd       |                                  |                                         |
| 1982 | Jimmy Connors   | Martina Navratilova     |                                  |                                         |
| 1983 | John McEnroe    | Martina Navratilova     |                                  |                                         |
| 1984 | John McEnroe    | Martina Navratilova     |                                  |                                         |
| 1985 | Ivan Lendl      | Martina Navratilova     |                                  |                                         |
| 1986 | Ivan Lendl      | Martina Navratilova     |                                  |                                         |
| 1987 | Ivan Lendl      | Steffi Graf             |                                  |                                         |
| 1988 | Mats Wilander   | Steffi Graf             |                                  |                                         |
| 1989 | Boris Becker    | Steffi Graf             |                                  |                                         |
| 1990 | Ivan Lendl      | Steffi Graf             |                                  |                                         |
| 1991 | Stefan Edberg   | Szeles Mónika           |                                  |                                         |
| 1992 | Jim Courier     | Szeles Mónika           |                                  |                                         |
| 1993 | Pete Sampras    | Steffi Graf             |                                  |                                         |
| 1994 | Pete Sampras    | Arantxa Sánchez Vicario |                                  |                                         |
| 1995 | Pete Sampras    | Steffi Graf             |                                  |                                         |
| 1996 | Pete Sampras    | Steffi Graf             | Todd Woodbridge & Mark Woodforde | Lindsay Davenport & Mary Joe Fernández  |
| 1997 | Pete Sampras    | Martina Hingis          | Todd Woodbridge & Mark Woodforde | Lindsay Davenport & Jana Novotná        |
| 1998 | Pete Sampras    | Lindsay Davenport       | Jacco Eltingh & Paul Haarhuis    | Lindsay Davenport & Natallja Zverava    |
| 1999 | Andre Agassi    | Martina Hingis          | Mahes Bhúpati & Lijendar Pedzs   | Martina Hingis & Anna Kurnyikova        |
| 2000 | Gustavo Kuerten | Martina Hingis          | Todd Woodbridge & Mark Woodforde | Julie Halard-Decugis & Szugijama Ai     |
| 2001 | Lleyton Hewitt  | Jennifer Capriati       | Jonas Björkman & Todd Woodbridge | Lisa Raymond & Rennae Stubbs            |
| 2002 | Lleyton Hewitt  | Serena Williams         | Daniel Nestor & Mark Knowles     | Virginia Ruano Pascual & Paola Suárez   |
| 2003 | Andy Roddick    | Justine Henin-Hardenne  | Bob Bryan & Mike Bryan           | Virginia Ruano Pascual & Paola Suárez   |
| 2004 | Roger Federer   | Anasztaszija Miszkina   | Bob Bryan & Mike Bryan           | Virginia Ruano Pascual & Paola Suárez   |
| 2005 | Roger Federer   | Kim Clijsters           | Bob Bryan & Mike Bryan           | Lisa Raymond & Samantha Stosur          |
| 2006 | Roger Federer   | Justine Henin           | Bob Bryan & Mike Bryan           | Lisa Raymond & Samantha Stosur          |
| 2007 | Roger Federer   | Justine Henin           | Bob Bryan & Mike Bryan           | Cara Black & Liezel Huber               |
| 2008 | Rafael Nadal    | Jelena Janković         | Daniel Nestor & Nenad Zimonjić   | Cara Black & Liezel Huber               |
| 2009 | Roger Federer   | Serena Williams         | Bob Bryan & Mike Bryan           | Serena Williams & Venus Williams        |
| 2010 | Rafael Nadal    | Caroline Wozniacki      | Bob Bryan & Mike Bryan           | Gisela Dulko & Flavia Pennetta          |
| 2011 | Novak Đoković   | Petra Kvitová           | Bob Bryan & Mike Bryan           | Květa Peschke & Katarina Srebotnik      |
| 2012 | Novak Đoković   | Serena Williams         | Bob Bryan & Mike Bryan           | Sara Errani & Roberta Vinci             |
| 2013 | Novak Đoković   | Serena Williams         | Bob Bryan & Mike Bryan           | Sara Errani & Roberta Vinci             |
| 2014 | Novak Đoković   | Serena Williams         | Bob Bryan & Mike Bryan           | Sara Errani & Roberta Vinci             |
| 2015 | Novak Đoković   | Serena Williams         | Jean-Julien Rojer & Horia Tecau  | Martina Hingis & Szánija Mirza          |
| 2016 | Andy Murray     | Angelique Kerber        | Jamie Murray & Bruno Soares      | Caroline Garcia & Kristina Mladenovic   |
| 2017 | Rafael Nadal    | Garbiñe Muguruza        | Łukasz Kubot & Marcelo Melo      | Martina Hingis & Csan Jung-zsan         |
| 2018 | Novak Đoković   | Simona Halep            | Mike Bryan & Jack Sock           | Barbora Krejčíková & Kateřina Siniaková |

### Junior bajnokok
Az ITF junior világbajnoki címét elnyert versenyzők:
| Év                             | Egyéni (1978–2003)   | Egyéni (1978–2003)    | Páros (1982–2003)                 | Páros (1982–2003)                      |
| Év                             | Fiúk                 | Lányok                | Fiúk                              | Lányok                                 |
| ------------------------------ | -------------------- | --------------------- | --------------------------------- | -------------------------------------- |
| 1978                           | Ivan Lendl           | Hana Mandlíková       |                                   |                                        |
| 1979                           | Raúl Viver           | Mary-Lou Piatek       |                                   |                                        |
| 1980                           | Thierry Tulasne      | Susan Mascarin        |                                   |                                        |
| 1981                           | Pat Cash             | Zina Garrison         |                                   |                                        |
| 1982                           | Guy Forget           | Gretchen Rush         | Fernando Pérez                    | Beth Herr                              |
| 1983                           | Stefan Edberg        | Pascale Paradis       | Mark Kratzmann                    | Larisa Savchenko                       |
| 1984                           | Mark Kratzmann       | Gabriela Sabatini     | Agustín Moreno                    | Mercedes Paz                           |
| 1985                           | Claudio Pistolesi    | Laura Garrone         | Petr Korda Cyril Suk              | Mariana Perez-Roldan Patricia Tarabini |
| 1986                           | Javier Sánchez       | Patricia Tarabini     | Tomás Carbonell                   | Leila Meskhi                           |
| 1987                           | Jason Stoltenberg    | Natallja Zverava      | Jason Stoltenberg                 | Natalia Medvedeva                      |
| 1988                           | Nicolas Pereira      | Cristina Tessi        | David Rikl Tomáš Anzari           | Jo-Anne Faull                          |
| 1989                           | Nicklas Kulti        | Florencia Labat       | Wayne Ferreira                    | Andrea Strnadová                       |
| 1990                           | Andrea Gaudenzi      | Karina Habšudová      | Marten Renström                   | Karina Habšudová                       |
| 1991                           | Thomas Enqvist       | Zdeňka Málková        | Karim Alami                       | Nancy Feber Eva Martincová             |
| 1992                           | Brian Dunn           | Rossana de los Ríos   | Enrique Abaroa                    | Laurence Courtois                      |
| 1993                           | Marcelo Ríos         | Nino Louarsabishvili  | Steven Downs                      | Cristina Moros                         |
| 1994                           | Federico Browne      | Martina Hingis        | Benjamin Ellwood                  | Martina Nedelkova                      |
| 1995                           | Mariano Zabaleta     | Anna Kurnyikova       | Kepler Orellana                   | Ludmila Varmužová                      |
| 1996                           | Sébastien Grosjean   | Amélie Mauresmo       | Sébastien Grosjean                | Jitka Schönfeldová Michaela Paštiková  |
| 1997                           | Arnaud Di Pasquale   | Cara Black            | Nicolás Massú                     | Irina Selyutina Cara Black             |
| 1998                           | Roger Federer        | Jelena Dokić          | José de Armas                     | Eva Dyrberg                            |
| 1999                           | Kristian Pless       | Lina Krasznorutszkaja | Julien Benneteau Nicolas Mahut    | Daniela Bedáňová                       |
| 2000                           | Andy Roddick         | María Emilia Salerni  | Lee Childs James Nelson           | María Emilia Salerni                   |
| 2001                           | Gilles Müller        | Szvetlana Kuznyecova  | Bruno Echagaray Santiago González | Petra Cetkovská                        |
| 2002                           | Richard Gasquet      | Barbora Strýcová      | Florin Mergea Horia Tecău         | Elke Clijsters                         |
| 2003                           | Márkosz Pagdatísz    | Kirsten Flipkens      | Scott Oudsema                     | Andrea Hlaváčková                      |
| Kombinált ranglista (2004-től) |                      |                       |                                   |                                        |
| Év                             | Fiúk                 | Fiúk                  | Lányok                            | Lányok                                 |
| 2004                           | Gaël Monfils         | Gaël Monfils          | Michaëlla Krajicek                | Michaëlla Krajicek                     |
| 2005                           | Donald Young         | Donald Young          | Viktorija Azaranka                | Viktorija Azaranka                     |
| 2006                           | Thiemo de Bakker     | Thiemo de Bakker      | Anasztaszija Pavljucsenkova       | Anasztaszija Pavljucsenkova            |
| 2007                           | Ričardas Berankis    | Ričardas Berankis     | Urszula Radwańska                 | Urszula Radwańska                      |
| 2008                           | Jang Cung-hua        | Jang Cung-hua         | Noppawan Lertcheewakarn           | Noppawan Lertcheewakarn                |
| 2009                           | Daniel Berta         | Daniel Berta          | Kristina Mladenovic               | Kristina Mladenovic                    |
| 2010                           | Juan Sebastián Gómez | Juan Sebastián Gómez  | Daria Gavrilova                   | Daria Gavrilova                        |
| 2011                           | Jiří Veselý          | Jiří Veselý           | Irina Hromacsova                  | Irina Hromacsova                       |
| 2012                           | Filip Peliwo         | Filip Peliwo          | Taylor Townsend                   | Taylor Townsend                        |
| 2013                           | Alexander Zverev     | Alexander Zverev      | Belinda Bencic                    | Belinda Bencic                         |
| 2014                           | Andrej Rubljov       | Andrej Rubljov        | Catherine "CiCi" Bellis           | Catherine "CiCi" Bellis                |
| 2015                           | Taylor Fritz         | Taylor Fritz          | Gálfi Dalma                       | Gálfi Dalma                            |
| 2016                           | Miomir Kecmanović    | Miomir Kecmanović     | Anasztaszija Potapova             | Anasztaszija Potapova                  |
| 2017                           | Axel Geller          | Axel Geller           | Whitney Osuigwe                   | Whitney Osuigwe                        |
| 2018                           | Tseng Chun-hsin      | Tseng Chun-hsin       | Clara Burel                       | Clara Burel                            |